# Проспект Николая Бажана
Проспе́кт Никола́я (Мыко́лы) Бажана́ — проспект в Дарницком районе города Киева, жилые массивы Позняки, Осокорки и Харьковский. Пролегает от Южного моста до Харьковской площади.
Примыкают улицы Заречная, Елизаветы Чавдар, Ревуцкого, Братства Тарасовцев, Армянская, Братьев Чибинеевых, Каменская, Горловская, проспект Петра Григоренко, Днепровская набережная и Харьковское шоссе.

## История
Проложен в 1980-х годах под названием Новая улица. В 1983—1984 годах — проспект Декабристов. Современное название — с 1984 года, в честь украинского поэта Николая (Мыколы) Бажана.

## Транспорт
Под проспектом проходит Сырецко-Печерская линия метро, шесть станций которой имеют выходы на проспект — «Славутич», «Осокорки», «Позняки», «Харьковская», «Вырлица», «Бориспольская».

## Галерея

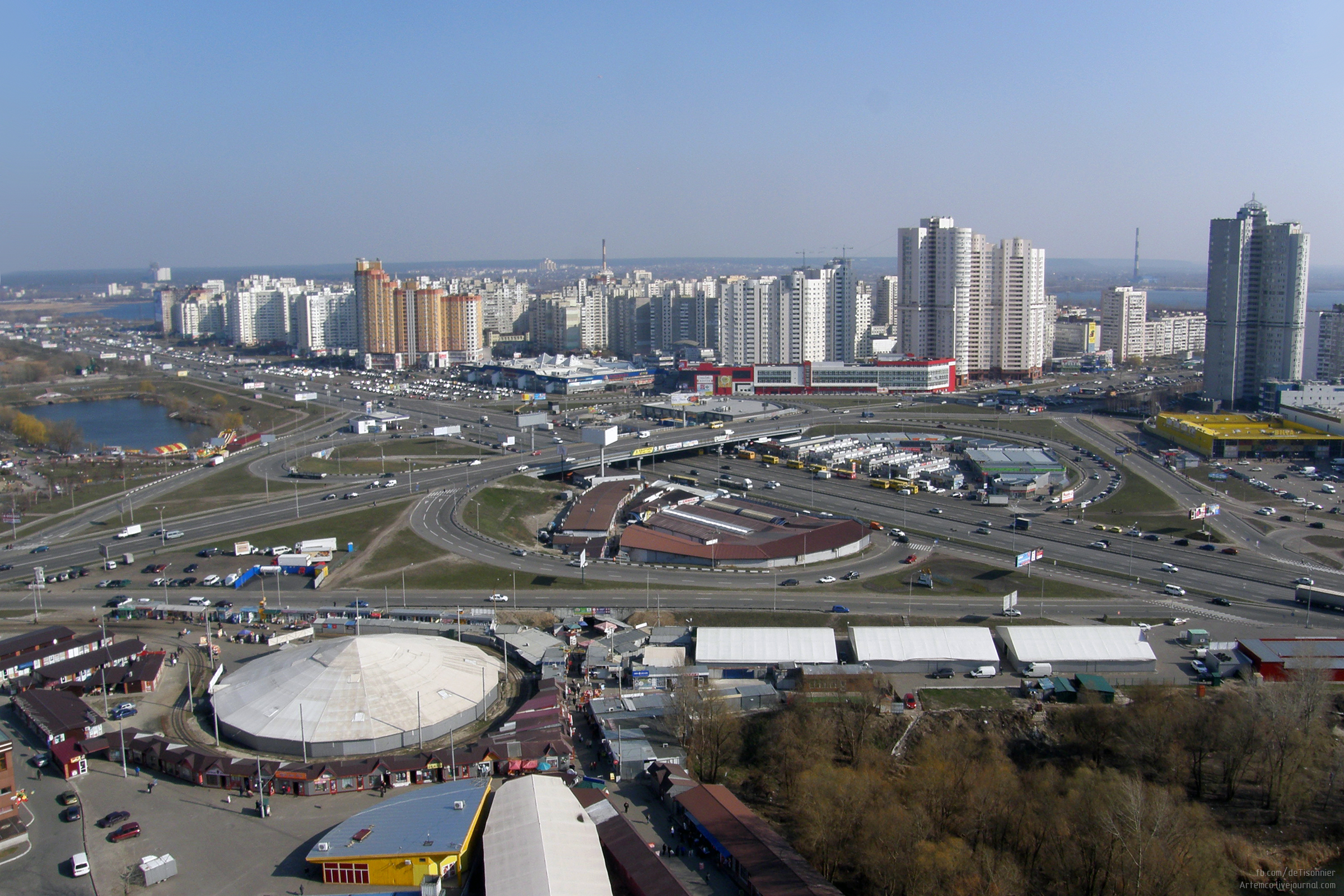
Развязка с проспектом Григоренко
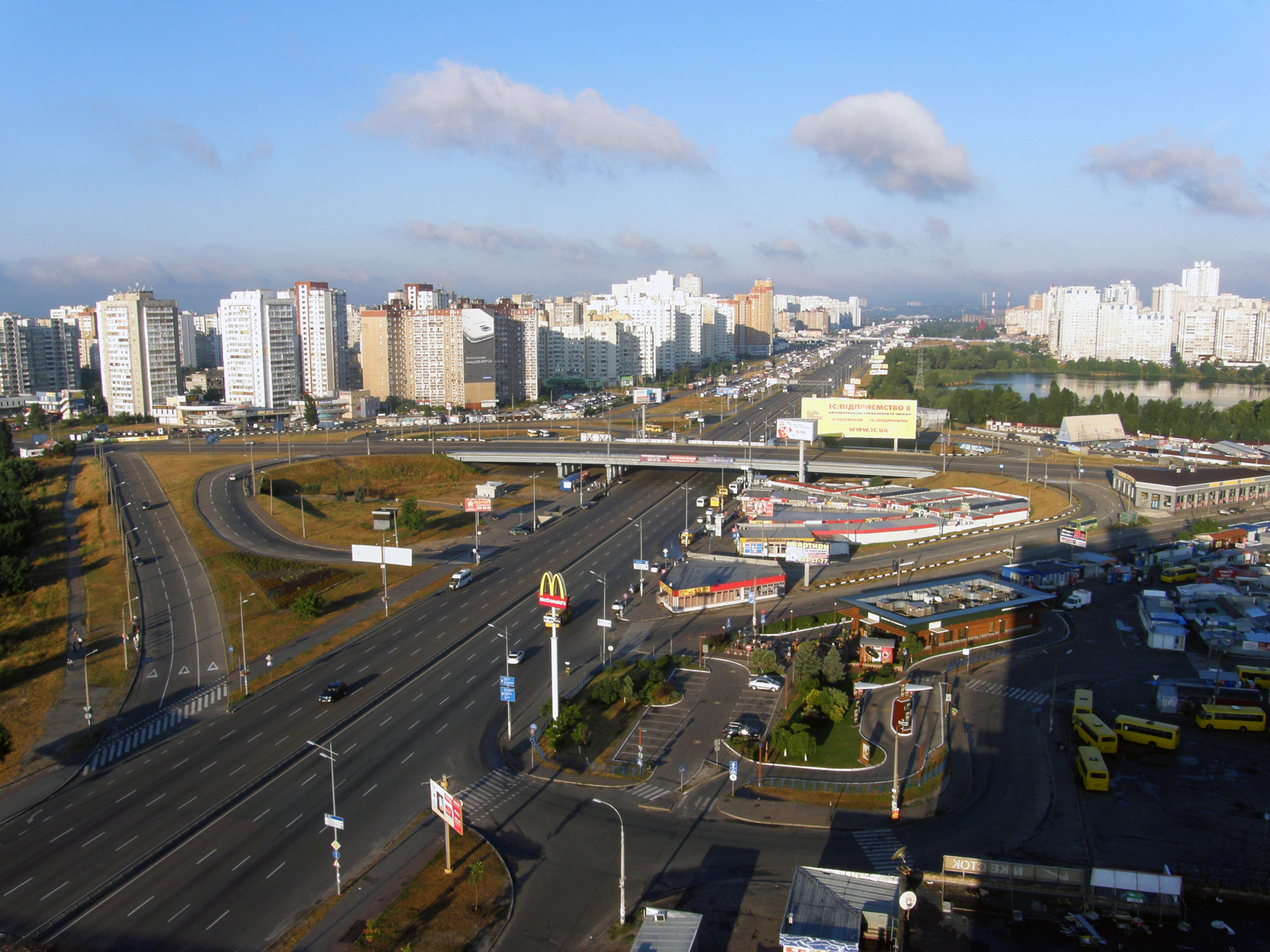
Развязка с улицей Ревуцкого
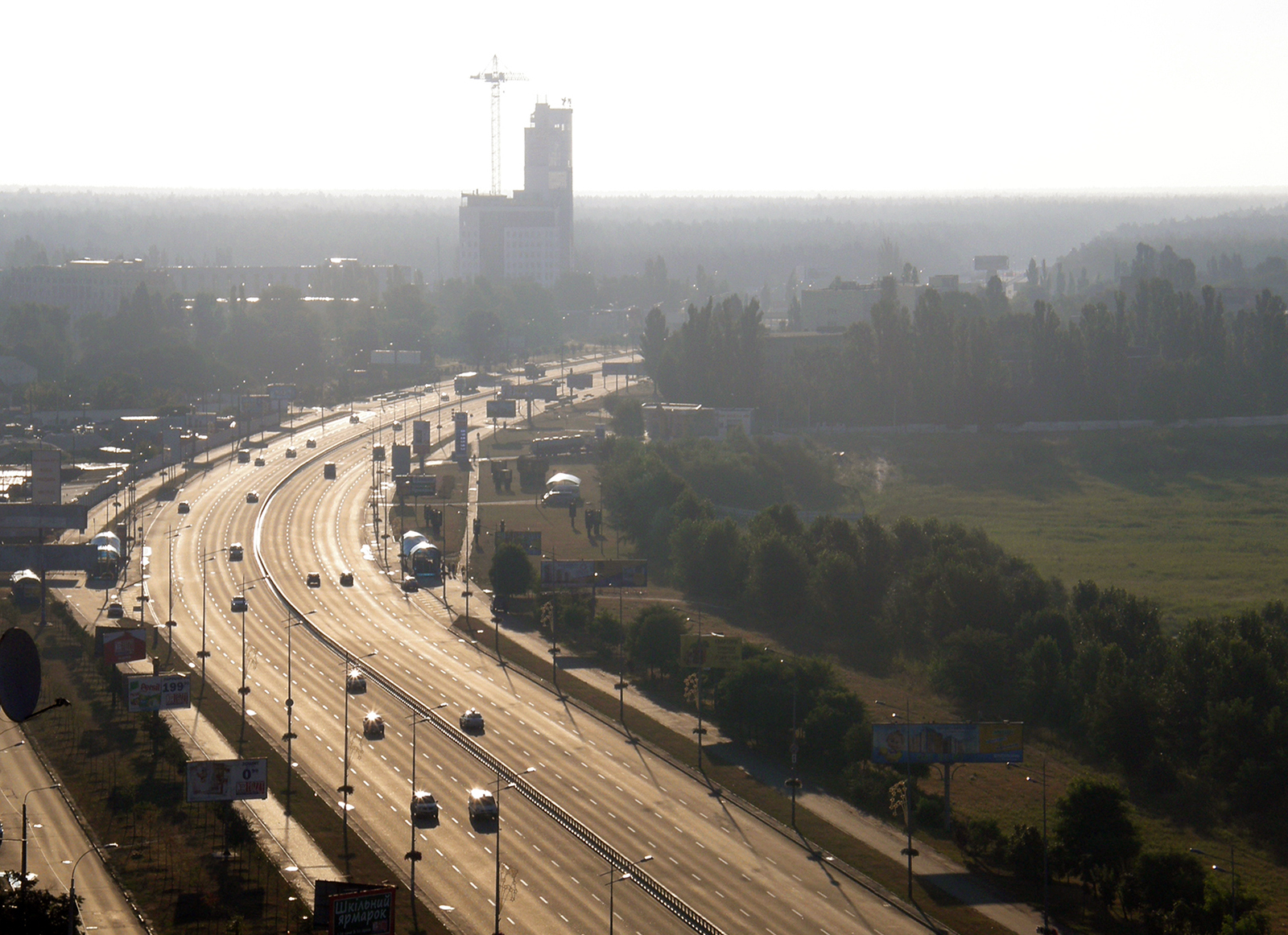
Между улицей Ревуцкого и Харьковской площадью